# Własność punktu stałego
Mówimy, że przestrzeń topologiczna {\displaystyle X} ma własność punktu stałego, jeśli każde odwzorowanie ciągłe {\displaystyle f\colon X\to X} ma punkt stały, czyli {\displaystyle f(x)=x} dla pewnego {\displaystyle x\in X}. Definicję uogólnia się na kategorie konkretne. Mówimy wówczas, że obiekt ma własność punktu stałego, jeśli każdy jego endomorfizm ma punkt stały.
Twierdzenie Brouwera mówi, że własność punktu stałego mają kule domknięte w {\displaystyle \mathbb {R} ^{n}}. Ogólniej, ma ją każdy niepusty zbiór wypukły zwarty w przestrzeni Banacha (twierdzenie Schaudera).
Retrakt przestrzeni mającej własność punktu stałego ma własność punktu stałego. Natomiast iloczyn kartezjański przestrzeni mających własność punktu stałego niekoniecznie ma własność punktu stałego.